# Туристичка организација Требиње
Туристичка организација Требиње (ТОгТ) јавна је установа чији је оснивач град Требиње и која обавља послове на промоцији и унапређивању туризма од интереса за град.
Стоји под надзором градског Одјељења за привреду.

## Организација
Туристичка организација Требиње (ТОгТ) основана је одлуком Скупштине општине Требиње од 21. фебруара 2005. године ради вршења послова развоја, очувања и заштите туристичких вриједности на територији општине Требиње (од 2012. општина има статус града).
Туристичка организација Требиње има својство правног лица и уписује се у судски регистар. Органи управљања су директор и Управни одбор, а именују се на период од четири године са могућношћу реизбора. Директор представља и заступа Туристичку организацију, извршава одлуке Управног одбора, организује и руководи радом Туристичке организације и обезбјеђује законитост рада Туристичке организације. Основни акт градске туристичке организације је статут.
У саставу Туристичке организације Требиње, као посебан организациони дио, налази се Туристички инфо центар. Ту се може пронаћи разноврстан промотивни материјал, разгледнице и туристички филм, мапе града, те бројни сувенири и производи кућне радиности.

## Директори
Директори Туристичке организације Требиње:
- Радивоје Бендераћ (2005—2007)
- Татјана Булајић (2007—2014)
- Драган Мандић (2014—2016)
- Марко Радић (од 2016)